# Branislav Hronec
Branislav Hronec, známý jako Braňo Hronec, (22. prosince 1940 Hronsek, Slovensko – 25. října 2022) byl slovenský hudební skladatel, klávesista a dirigent.

## Život
Branislav Hronec se narodil v rodině evangelického faráře 22. prosince 1940 v obci Hronsek v blízkosti Bánské Bystrice. Od dětství se vyznačoval mimořádným hudebním nadáním, již ve třinácti letech hrál na varhany v kostele. V roce 1955 přijat na Státní konzervatoř v Bratislavě, kde studoval hru na akordeon a klavír. Již během studia hrál v jazzových souborech a účastnil se jam sessions pořádaných v bratislavské kavárně Reduta a Tatra revue.
Spolu s Milošem Jurkovičem (flétna), Jurajem Fazekašem (violoncello) a Jiřím Škvařilem (bicí) založil jazzový soubor West Coast Combo, který mimo jiné uvedl jeho první jazzové skladby. V roce 1961 vytvořil Bratislavské jazzové studio, ve kterém hrál i Antonín Gondolán na basovou kytaru a Miroslav Večeřa na tenorsaxofon. V té době pokračoval ve studiu skladby na Vysoké škole múzických umění v Bratislavě u Alexandra Moyzesa, které dokončil v roce 1969.
V roce 1963 založil vlastní Skupinu Braňo Hronce, která se postupem doby rozrostla na jazzový orchestr. S tímto orchestrem pak absolvoval mnoho úspěšných koncertů po celé Evropě. Od roku 1985 do roku 1990 byl Braňo Hronec dirigentem Tanečního orchestru Československé televize. V letech 1990–1997 vyučoval skladbu na své alma mater, na Vysoké škole múzických umění v Bratislavě. Po roce 1997 se věnuje pouze komponování.

## Dílo
Kromě jazzových skladeb zkomponoval řadu populárních písní a hudbu k několika filmům.

### Gramofonová alba
- 1970 Браньо Гронец Саунд – Russia Melodia, EP
- 1971 Braňo Hronec Orchestra – Téma pre Hammond – Opus
- 1971 Braňo Hronec uvádza – Opus, LP
- 1972 Srdečný pozdrav – Opus, LP
- 1972 Braňo Hronec Sounds presents – Opus, LP
- 1976 Natrhaj mi dážď – Opus, LP

### CD
- Braňo Hronec uvádza Zuzku Lonskú
- The Best of Braňo Hronec
- 2007 Největší slovenské hity 60-70 – Warner Music